# Lista europarlamentarilor 1994-1999
Member lists by Country: Europarlamentari 1994-1999
Elections:
- Parlamentul European election, 1994 (UK)

This is a list from 19 July, 1999.
Cuprins: Început - 0–9 A B C D E F G H I J K L M N O P Q R S T U V W X Y Z

## A
- Gordon Adam
- Magda Aelvoet
- Maria Aglietta
- Nuala Ahern
- Sylviane Ainardi
- Alexandros Alavanos
- Blaise Aldo
- Amedeo Amadeo
- Georgios Anastassopoulos
- Jan Andersson
- Anne André-Léonard
- Niall Andrews
- Roberta Angelilli
- Julio Añoveros Trias de Bes
- Bernard Antony
- Pedro Aparicio Sánchez
- Javier Areitio Toledo
- Stylianos Argyros
- Miguel Arias Cañete
- Aldo Arroni
- Corrado Augias
- Paraskevas Avgerinos
- Claudio Azzolini

## B
- Jean Baggioni
- Franțasco Baldarelli
- Monica Baldi
- Valerio Baldini
- Richard Balfe
- Mary Banotti
- Otto Bardong
- Enrique Barón Crespo
- José Barros Moura
- Christine Barthet-Mayer
- Roger Barton
- Roberto Barzanti
- Jean-Pierre Bazin
- Jean-Pierre Bébéar
- Francisca Bennasar Tous
- Rolf Berend
- Pervenche Berés
- Maria Berger
- Pierre Bernard-Reymond
- Antoine-François Bernardini
- Jan Bertens
- Georges Berthu
- Fausto Bertinotti
- Gerardo Bianco
- Angela Billingham
- Freddy Blak
- Undine-Uta Bloch von Blottnitz
- Johannes Blokland
- Yvan Blot
- Reimer Böge
- Herbert Bösch
- Jens-Peter Bonde
- Gian Boniperti
- Rinaldo Bontempi
- Johanna Boogerd-Quaak
- Umberto Bossi
- Gerhard Botz
- Jean-Louis Bourlanges
- David Bowe
- Hiltrud Breyer
- Laurens Brinkhorst
- Elmar Brok
- Carlos Bru Purón
- Stéphane Buffetaut
- Staffan Burenstam Linder
- Giovanni Burtone

## C
- Jesús Cabezón Alonso
- Christian Cabrol
- Ernesto Caccavale
- Luigi Caligaris
- Felipe Camisón Asensio
- António Campos
- Luis Campoy Zueco
- Carlos Candal
- Maria Cardona
- Marie-Arlette Carlotti
- Gunilla Carlsson
- Carlos Carnero González
- Pierre Carniti
- Hélène Carrere D'Encausse
- Gaetano Carrozzo
- Hadar Cars
- Pier Casini
- Carlo Casini
- Bryan Cassidy
- Bernard Castagnede
- Pierluigi Castagnetti
- Luciana Castellina
- Frits Castricum
- Gérard Caudron
- Charlotte Cederschiöld
- Marco Cellai
- Ozan Ceyhun
- Raphaël Chanterie
- Raymond Chesa
- Giles Chichester
- Efthymios Christodoulou
- Kenneth Coates
- Carlos Coelho
- Daniel Cohn-Bendit
- Luigi Colajanni
- Juan Colino Salamanca
- Ombretta Colli
- Kenneth Collins
- Gerard Collins
- Joan Colom I Naval
- Maria Colombo Svevo
- Richard Corbett
- Petrus Cornelissen
- Quinido Correia
- John Corrie
- Carlos Costa Neves
- Jean-Pierre Cot
- Jean-Louis Cottigny
- Pat Cox
- Peter Crampton
- Christine Crawley
- Brian Crowley
- Arlindo Cunha
- Tony Cunningham
- John Cushnahan

## D
- Gérard d'Aboville
- Hedy d'Ancona
- Georges de Brémond d'Ars
- Elisa Damião
- Alessandro Danesin
- Pieter Dankert
- Danielle Darras
- Michel Dary
- Katerina Daskalaki
- Wayne David
- Willy De Clercq
- Philippe De Coene
- Laura De Esteban Martin
- Biagio De Giovanni
- Stefano De Luca
- Eurico De Melo
- Francis Decourriere
- Claude Delcroix
- Gianfranco Dell'Alba
- Marie-José Denys
- Gérard Deprez
- Edouard Des Places
- Claude Desama
- Pietro Di Prima
- Karel Dillen
- Giorgos Dimitrakopoulos
- Jacques Donnay
- Brendan Donnelly
- Alan Donnelly
- Jörn Donner
- Bárbara Dührkop Dührkop
- Olivier Duhamel
- Olivier Dupuis
- Lone Dybkjær
- Charles de Gaulle
- Henri de Lassus Saint Genies
- Marie-Franța de Rose

## E
- Michl Ebner
- Doeke Eisma
- Dietrich Elchlepp
- James Elles
- Michael Elliott
- Mireille Elmalan
- Vassilis Ephremidis
- Marianne Eriksson
- Manuel Escola Hernando
- José Escudero
- María Estevan Bolea
- Harald Ettl
- Robert Evans
- Winifred Ewing

## F
- Juan Fabra Vallés
- Hervé Fabre-Aubrespy
- Alexander Falconer
- Giulio Fantuzzi
- Gipo Farassino
- Raimondo Fassa
- Ben Fayot
- Markus Ferber
- Daniel Féret
- Fernando Fernández Martín
- Gerardo Fernández-Albor
- Concepció Ferrer
- Enrico Ferri
- Livio Filippi
- Gianfranco Fini
- Jim Fitzsimons
- Marialiese Flemming
- Karl-Heinz Florenz
- Luigi Florio
- Nicole Fontaine
- Alessandro Fontana
- Glyn Ford
- Marco Formentini
- Antoinette Fouque
- André Fourcans
- Carmen Fraga Estévez
- Ingo Friedrich
- Friedhelm Frischenschlager
- Manuela Frutos Gama
- Honor Funk

## G
- Michael Gahler
- Per Gahrton
- Gerardo Galeote Quecedo
- Pat Gallagher
- Ludivina García Arias
- José García-Margallo y Marfil
- Riccardo Garosci
- Georges Garot
- Salvador Garriga Polledo
- Carles-Alfred Gasòliba I Böhm
- Evelyne Gebhardt
- Fiorella Ghilardotti
- Jean-Antoine Giansily
- José Gil-Robles Gil-Delgado
- Alan Gillis
- José Girão Pereira
- Norbert Glante
- Anne-Karin Glase
- Robert Goedbloed
- Lutz Goepel
- Charles Goerens
- Willi Görlach
- Bruno Gollnisch
- Alfred Gomolka
- Laura González Álvarez
- Antonio González Triviño
- Friedrich-Wilhelm Graefe zu Baringdorf
- Ilona Graenitz
- Antonio Graziani
- Pauline Green
- Lissy Gröner
- Mathieu Grosch
- Françoise Grossetête
- Maren Günther
- Armelle Guinebertiere
- Antoni Gutiérrez Díaz

## H
- Bertel Haarder
- Karl Habsburg-Lothringen
- Klaus Hänsch
- Gerhard Hager
- David Hallam
- José Happart
- Veronica Hardstaff
- Lyndon Harrison
- Konstantinos Hatzidakis
- Jutta Haug
- Heidi Hautala
- Hilde Hawlicek
- Renate Heinisch
- Mark Hendrick
- Fernand Herman
- Marie-Thérèse Hermange
- Jorge Hernandez Mollar
- Philippe Herzog
- Michael Hindley
- Magdalene Hoff
- Ulf Holm
- Karsten Hoppenstedt
- Jean-François Hory
- Richard Howitt
- Ian Hudghton
- Stephen Hughes
- Anneli Hulthén
- John Hume
- Liam Hyland

## I
- Raimo Ilaskivi
- Inna Ilivitzky
- Renzo Imbeni
- John Iversen
- Juan Izquierdo Collado
- María Izquierdo Rojo

## J
- Caroline Jackson
- James Janssen van Raay
- Georg Jarzembowski
- Thierry Jean-Pierre
- Lis Jensen
- Kirsten Jensen
- Karin Jöns
- Salvador Jové Peres
- Karin Junker

## K
- Nikitas Kaklamanis
- Anna Karamanou
- Roger Karoutchi
- Giorgos Katiforis
- Edward Kellett-Bowman
- Hedwig Keppelhoff-Wiechert
- Hugh Kerr
- Marie-Paule Kestelijn-Sierens
- Mark Killilea, Jnr
- Heinz Kindermann
- Glenys Kinnock
- Peter Kittelmann
- Eva Kjer Hansen
- Christa Klaß
- Konstadinos Klironomos
- Dieter-Lebrecht Koch
- Niels Kofoed
- Angela Kokkola
- Christoph Konrad
- Ole Krarup
- Constanze Krehl
- Wolfgang Kreissl-Dörfler
- Frode Kristoffersen
- Johann Kronberger
- Wilfried Kuckelkorn
- Annemarie Kuhn
- Helmut Kuhne

## L
- Giorgio La Malfa
- Carlos Lage
- Jan Lagendijk
- André Laignel
- Catherine Lalumiere
- Irini Lambraki
- Panayotis Lambrias
- Carl Lang
- Bernd Lange
- Werner Langen
- Brigitte Langenhagen
- Paul Lannoye
- Jessica Larive
- Pierre Lataillade
- Ritva Laurila
- Jean-Marie Le Chevallier
- Jean-Yves Le Gallou
- Jean-Marie Le Pen
- Fernand Le Rachinel
- Bernard Lehideux
- Klaus-Heiner Lehne
- Marlene Lenz
- Giacomo Leopardi
- Odile Leperre-Verrier
- Marie-Noëlle Lienemann
- Peter Liese
- Giancarlo Ligabue
- Michèle Lindeperg
- Malou Lindholm
- Hans Lindqvist
- Rolf Linkohr
- Franz Linser
- Maj-Lis Lööw
- Alfred Lomas
- Günter Lüttge
- Klaus Lukas
- Astrid Lulling

## M
- Nelly Maes
- Johanna Maij-Weggen
- Kurt Malangré
- Franco Malerba
- Bernie Malone
- Lucio Manisco
- Thomas Mann
- Erika Mann
- Andrea Manzella
- Marilena Marin
- Luis Marinho
- Elena Marinucci
- Alfonso Marra
- Dr. Patrick J. LaRive USA, SC [Hon Mem Assigned by G.R. Cook]
- Pedro Marset Campos
- Wilfried Martens
- Philippe-Armand Martin
- David Martin
- Jean-Claude Martinez
- Graham Mather
- Marjo Matikainen-Kallström
- Xaver Mayer
- Linda McAvan
- Arlene McCarthy
- John McCartin
- Michael McGowan
- Anne McIntosh
- Patricia McKenna
- Hugh McMahon
- Edward McMillan-Scott
- Eryl McNally
- Manuel Medina Ortega
- Thomas Megahy
- Bruno Mégret
- José Mendes Bota
- Iñigo Méndez De Vigo
- José Mendiluce Pereiro
- Nélio Mendonça
- Winfried Menrad
- Alman Metten
- Roberto Mezzaroma
- Bill Miller
- Joaquim Miranda
- Ana Miranda De Lage
- Abdelkader Mohamed Ali
- Peter Mombaur
- Philippe Monfils
- Fernando Moniz
- James Moorhouse
- Gisèle Moreau
- Luigi Moretti
- Eluned Morgan
- David Morris
- Giuseppe Mottola
- Nana Mouskouri
- Edith Müller
- Jan Mulder
- Simon Murphy
- Cristiana Muscardini
- Sebastiano Musumeci
- Marie-Thérèse Mutin
- Riitta Myller

## N
- Pasqualina Napoletano
- Hartmut Nassauer
- Clive Needle
- Riccardo Nencini
- Stan Newens
- Edward Newman
- Annemie Neyts-Uyttebroeck
- Jim Nicholson
- Jean-Thomas Nordmann
- Honório Novo

## O
- Christine Oddy
- Karl-Erik Olsson
- Ria Oomen-Ruijten
- Arie Oostlander
- Leoluca Orlando
- Jyrki Otila

## P
- Reino Paasilinna
- Pertti Paasio
- Doris Pack
- Aline Pailler
- Ian Paisley
- Ana Palacio Vallelersundi
- Veronika Palm
- Stylianos Panagopoulos
- Nikolaos Papakyriazis
- Mihail Papayannakis
- Gastone Parigi
- Eolo Parodi
- Jean-Claude Pasty
- Karla Peijs
- Fernando Pérez Royo
- Roy Perry
- Helwin Peter
- Luciano Pettinari
- Peter Pex
- Wilhelm Piecyk
- Carlos Pimenta
- Eric Pinel
- Hubert Pirker
- Elly Plooij-Van Gorsel
- Lord Plumb
- Guido Podestá
- Hans-Gert Poettering
- Danilo Poggiolini
- Samuli Pohjamo
- Anne Poisson
- Anita Pollack
- José Pomés Ruiz
- Alain Pompidou
- Josep Pons Grau
- Manuel Porto
- José Posado González
- Bernd Posselt
- Pierre Pradier
- Bartho Pronk
- James Provan
- Alonso Puerta

## Q
- Jean Querbes
- Godelieve Quisthoudt-Rowohl

## R
- Reinhard Rack
- Juan Ramírez-Heredia
- Christa Randzio-Plath
- Bernhard Rapkay
- Daniela Raschhofer
- Giuseppe Rauti
- Imelda Read
- Viviane Reding
- Encarnación Redondo Jiménez
- Klaus Rehder
- Sérgio Ribeiro
- Karin Riis-Jørgensen
- Günter Rinsche
- Carlo Ripa Di Meana
- Carlos Robles Piquer
- Michel Rocard
- Raúl Rosado Fernandes
- Dagmar Roth-Behrendt
- Mechtild Rothe
- Willi Rothley
- Yoannis Roubatis
- Christian Rovsing
- Paul Rübig
- Giorgio Ruffolo
- Mirja Ryynänen

## S
- André Sainjon
- Dominique Saint-Pierre
- Jannis Sakellariou
- José Salafranca Sánchez-Neyra
- Detlev Samland
- Ulla Sandbæk
- Yvonne Sandberg-Fries
- Giacomo Santini
- Francisco Sanz Fernández
- Pavlos Sarlis
- Francisca Sauquillo Pérez Del Arco
- Umberto Scapagnini
- Michel Scarbonchi
- Axel Schäfer
- Anne-Marie Schaffner
- Edgar Schiedermeier
- Agnes Schierhuber
- Luciano Schifone
- Marcel Schlechter
- Ursula Schleicher
- Poul Schlüter
- Gerhard Schmid
- Barbara Schmidbauer
- Horst Schnellhardt
- Inger Schörling
- Jürgen Schröder
- Elisabeth Schroedter
- Martin Schulz
- Konrad Schwaiger
- Barry Seal
- Carlo Secchi
- Françoise Seillier
- Esko Seppänen
- Peter Sichrovsky
- Angela Sierra González
- Brian Simpson
- Niels Sindal
- Joaquín Sisó Cruellas
- Jonas Sjöstedt
- Peter Skinner
- Alex Smith
- Irene Soltwedel-Schäfer
- Jan Sonneveld
- María Sornosa Martínez
- Dominique Souchet
- André Soulier
- Antoinette Spaak
- Roberto Speciale
- Tom Spencer
- Shaun Spiers
- Per Stenmarck
- Ursula Stenzel
- John Stevens
- Jack Stewart-Clark
- Marie-France Stirbois
- Ulrich Stockmann
- Frédéric Striby
- Robert Sturdy
- Jörn Svensson
- Johannes Swoboda

## T
- Antonio Tajani
- Gianni Tamino
- Christof Tannert
- Michael Tappin
- Salvatore Tatarella
- Christiane Taubira-Delannon
- Wilfried Telkämper
- Anna Terrón I Cusí
- Robin Teverson
- Diemut Theato
- Ioannis Theonas
- Maj Theorin
- David Thomas
- Astrid Thors
- Marianne Thyssen
- Stanislaw Tillich
- Leo Tindemans
- Gary Titley
- Luisa Todini
- John Tomlinson
- Carole Tongue
- José Torres Couto
- D. Torres Marques
- Antonios Trakatellis
- Antonio Trizza
- Peter Truscott
- Dimitris Tsatsos

## U
- Wolfgang Ullmann

## V
- Leonie van Bladel
- Rijk van Dam
- Otto von Habsburg
- Maartje van Putten
- Paavo Väyrynen
- Jaime Valdivielso De Cué
- Joan Vallvé
- José Valverde López
- Anne Van Lancker
- Frank Vanhecke
- Daniel Varela Suanzes-Carpegna
- D. Vaz Da Silva
- Luciano Vecchi
- W.G. van Velzen
- Wim van Velzen
- Josep Verde I Aldea
- Yves Verwaerde
- Guido Viceconte
- Luigi Vinci
- Vincenzo Viola
- Ivar Virgin
- Kyösti Virrankoski
- Johannes Voggenhuber

## W
- Karl von Wogau
- Susan Waddington
- Ralf Walter
- Graham Watson
- Mark Watts
- Jup Weber
- Barbara Weiler
- Rosemarie Wemheuer
- Ian White
- Phillip Whitehead
- Sören Wibe
- Jan Wiebenga
- Rainer Wieland
- Jan Wiersma
- Florus Wijsenbeek
- Frederik Willockx
- Joe Wilson
- Friedrich Wolf
- Francis Wurtz
- Terence Wynn

## Z
- Wilmya Zimmermann